# Polnische Badminton-Mannschaftsmeisterschaft 1983
Die Polnische Badminton-Mannschaftsmeisterschaft der Saison 1982/1983 gewann das Team von Technik Głubczyce. Es war die erste Austragung der Titelkämpfe.

## Endstand
| Platz | Mannschaft             |
| ----- | ---------------------- |
| 1.    | Technik Głubczyce      |
| 2.    | Polonez Warszawa       |
| 3.    | Start Gdynia           |
| 4.    | AZS Gdańsk             |
| 5.    | AZS AWF Wrocław        |
| 6.    | Motus Koszalin         |
| 7.    | Ursus Warszawa         |
| 8.    | Wilga Garwolin         |
| 9.    | Żyrardowianka Żyrardów |
| 10.   | Warmia Olsztyn         |
| 11.   | Bolesław Bukowno       |
| 12.   | Kolejarz Katowice      |
| 13.   | Stal Nowa Dęba         |
| 14.   | AZS Radom              |
| 15.   | Metalowiec Łódź        |
| 16.   | Unia Bieruń Stary      |